# Здание Владивостокской духовной консистории
Здание Владивостокской духовной консистории — здание церковного ведомства во Владивостоке. Построено в 1910—1912 годах. Автор проекта — архитектор Н. Коновалов. Историческое здание по адресу улица Пологая, 65 сегодня является объектом культурного наследия Российской Федерации.

## История
Высочайшим указом 17 июня (4 июня по старому стилю) 1898 года было утверждено мнение Государственного совета о выделении Владивостокской епархии из Камчатско-Благовещенской. Фактически указ был приведён в действие только 1 января 1899 года. Среди причин, по которым появилась необходимость выделения епархии называли: её чрезвычайную обширность, необходимость более активной миссионерской деятельности среди коренных жителей Дальнего Востока и необходимость духовного наставничества русских переселенцев. Тогда же начала свою работу Владивостокская духовная консистория.
В 1910—1912 годах для нужд Консистории и епархиального училищного совета возвели новое здание на Пологой улице. Автором проекта выступил архитектор Н. Коновалов. В советское время здание было национализировано, в нём попеременно располагались школа, производственное объединение Владдорблагоустройство, городской совет народного образования. Когда Владивостокская епархия в 1991 году вновь была воссоздана, здания вернули православной церкви. Сегодня в здании расположено управление епархии и Владивостокское духовное училище, созданное 30 марта 1992 года.

## Архитектура
Здание трёхэтажное каменное, с рустованным цокольным этажом, прямоугольное в плане с небольшими боковыми выступами из основного объёма, что характерно для построек неорусского архитектурного направления. Компоновка строго симметричного фасада с двумя ризалитами и подчёркнутым центром основана на чётком ритме поэтажно меняющихся по форме и размеру окон: лучковых, килевидных, полуциркулярных. Большая арка входного портала, килевидные фронтоны над ризалитами, навеянные мотивами неорусского стиля, широкие профилированные обрамления окон, балконы с решётками оживляют схематичность осевой композиции. Высокая шатровая крыша над средней частью здания, килевидные крыши над ризалитами придавали зданию сходство с теремными дворцами XVII века.